# Орден на полумесеца
Орденът на полумесеца е рицарски орден на Османската империя.
Учреден е през 1799 г. от султан Селим III, който иска да награди британския военноначалник Хорацио Нелсън, за победата му в битката при Нил. Всички съществуващи до този момент османски ордени, не могат да се присъждат на немюсюлмани, поради което Селим III учредява ордена, единствено заради Нелсън, правейки го първия негов носител и изпращайки отличителните знаци на притежателя му през август 1799 г.
Орденът по-късно е продължен, за да награди британския военен успех по суша и море срещу войските на Наполеон в Египет и Средиземно море през 1801 г.